# 99906 Uofalberta
Uofalberta (asteróide 99906) é um asteróide da cintura principal, a 2,9197322 UA. Possui uma excentricidade de 0,0918717 e um período orbital de 2 105,67 dias (5,77 anos).
Uofalberta tem uma velocidade orbital média de 16,61096415 km/s e uma inclinação de 11,6929º.
Este asteróide foi descoberto em 17 de Agosto de 2002 por Andrew Lowe.